# El amor tiene su aquel
El amor tiene su aquel es una obra de teatro de Carlos Llopis, estrenada en 1955.

## Argumento
Andrea es una mujer que engaña a su marido, Raimundo, con un amante llamado Rufino. Un día deciden huir, pero como Andrea no quiere separarse de su marido, intentarán asesinarlo tres veces durante la obra. En el primer intento, echan cianuro a la botella del coñac, pero no cuentan con que un criado será quien se lo beba, y muere en lugar de Raimundo. En el segundo intento, envenenan la comida favorita del marido, el guiso de cangrejos, pero será la cocinera la que fallezca al probar el menú. Finalmente, Andrea crea una bomba casera, que coloca en un cajón de la mesa del despacho de Raimundo, pero nuevamente este sale ileso, y en este caso quienes fallecen son diferentes hombres que habían acudido para reunirse con Raimundo. Al final de la obra, serán los amantes los que mueran, aunque el autor deja el misterio sobre si fue de manera fortuita o fue cosa del marido, al enterarse de todo.

## Estreno
- Teatro Comedia, Madrid, 2 de diciembre de 1955.
  - Dirección: Edgar Neville.
  - Escenografía: Burmann.
  - Intérpretes: Conchita Montes (Andrea), Pedro Porcel (Raimundo), Pilar Biernet (Enriqueta), Isabelita Rodríguez (Maruja), Carlos Muñoz  (Rufino), Modesto Blanch, Fernando Guillén, Manuel Salguero, Alicia Agut (Luisa).